# Billbergia stenopetala
Espèce
Classification phylogénétique
Billbergia stenopetala est une espèce de plantes à fleurs de la famille des Bromeliaceae qui se rencontre en Équateur et au Pérou.

## Distribution
L'espèce se rencontre à l'est de l'Équateur et au nord-est du Pérou.

## Description
L'espèce est épiphyte.